# Nya Zeeland i olympiska vinterspelen 1994
Nya Zeeland deltog med sju deltagare vid de olympiska vinterspelen 1994 i Lillehammer. Ingen av landets deltagare erövrade någon medalj.